# Colored
Colored è il secondo EP della cantante sudcoreana Jun Hyo-seong, pubblicato nel 2016 dall'etichetta discografica TS Entertainment.
È l'ultimo lavoro che pubblica con la sua vecchia etichetta discografica.

## Tracce
1. Follow Me
2. Find Me (feat. feat. D.Action)
3. I Got U
4. So Good
5. Dear Moon
6. Hello